# Fundo educacional e de Defesa jurídica da NAACP

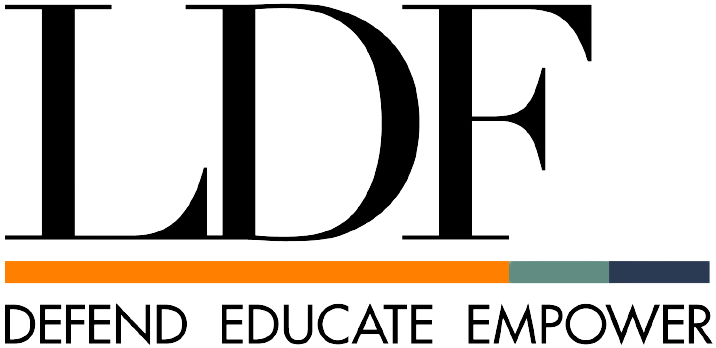
Logo do Fundo de Defesa Jurídica.

O Fundo educacional e de Defesa jurídica da NAACP (em inglês: NAACP Legal Defense and Educational Fund; também conheogo cido como NAACP LDF, Fundo de Defesa Jurídica, ou LDF) é uma importante organização de direitos civis e escritório de advocacia dos Estados Unidos com sede na cidade de Nova Iorque.
A LDF é totalmente independente e separada da NAACP. Embora a LDF tenha suas origens no departamento jurídico da NAACP criado por Charles Hamilton Houston na década de 1930, Thurgood Marshall fundou a LDF como uma entidade legal separada em 1940 e a LDF tornou-se totalmente independente da NAACP em 1957.
Janai Nelson atualmente atua como o oitava presidente e diretora-conselheira, desde março de 2022. Os diretores-conselheiros anteriores incluem Sherrilyn Ifill (2012-2022), John Payton (2008-2012), Ted Shaw (2004-2008), Elaine Jones (1993-2004), Julius Levonne Chambers (1984-1993), Jack Greenberg (1961 –1984) e o fundador Thurgood Marshall (1940–1961).